# Melissodes pallidisignata
Melissodes pallidisignata är en biart som beskrevs av Cockerell 1905. Melissodes pallidisignata ingår i släktet Melissodes och familjen långtungebin. Inga underarter finns listade i Catalogue of Life.

## Bildgalleri

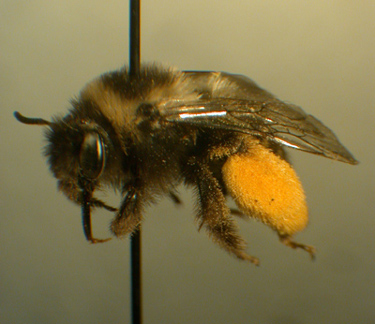